# 2008-as Speedcar Series
A Speedcar Series 2008-as szezonja volt a Speedcar Series autóverseny-sorozat első idénye. 4 helyszínen összesen nyolc futamot rendeztek, a győztes pontegyenlőséggel a brit Johnny Herbert lett.

## Versenyzők
| 2008-as nevezési lista | 2008-as nevezési lista | 2008-as nevezési lista |
| Csapat                 | Rajtszám               | Versenyző              |
| ---------------------- | ---------------------- | ---------------------- |
| Speedcar Team          | 06                     | Katajama Ukjó          |
| Speedcar Team          | 07                     | Stefan Johansson       |
| Speedcar Team          | 09                     | Alex Yoong             |
| Speedcar Team          | 10                     | Gianni Morbidelli      |
| Speedcar Team          | 18                     | Ananda Mikola          |
| Speedcar Team          | 27                     | Jean Alesi             |
| Speedcar Team          | 50                     | Marchy Lee             |
| Speedcar Team          | 69                     | Johnny Herbert         |
| Speedcar Team          | 90                     | JJ Lehto               |
| Speedcar Team          | 96                     | Jacques Villeneuve     |
| Phoenix Racing         | 08                     | Uwe Alzen              |
| Phoenix Racing         | 80                     | Klaus Ludwig           |
| Phoenix Racing         | 80                     | Christian Danner       |
| Phoenix Racing         | 80                     | Heinz-Harald Frentzen  |
| Team First Centreville | 17                     | Fabien Giroix          |
| Team First Centreville | 71                     | Nicolas Navarro        |
| Union Properties       | 20                     | David Terrien          |
| Union Properties       | 85                     | Hasher Al Maktoum      |
| GPC Squadra Corse      | 21                     | Mathias Lauda          |
| Moreno Suprapto        | 36                     | Moreno Suprapto        |

## Versenyek
| Futam | Helyszín                | Pálya                         | Időpont     | Győztes versenyző |
| ----- | ----------------------- | ----------------------------- | ----------- | ----------------- |
| NC    | Egyesült Arab Emírségek | Dubai Autodrome               | Január 25.  | Gianni Morbidelli |
| NC    | Egyesült Arab Emírségek | Dubai Autodrome               | Január 26.  | Gianni Morbidelli |
| 1     | Indonézia               | Sentul International Circuit  | Február 16. | Jean Alesi        |
| 2     | Indonézia               | Sentul International Circuit  | Február 17. | Uwe Alzen         |
| 3     | Malajzia                | Sepang International Circuit  | Március 22. | Jean Alesi        |
| 4     | Malajzia                | Sepang International Circuit  | Március 23. | Uwe Alzen         |
| 5     | Bahrein                 | Bahrain International Circuit | Április 5.  | David Terrien     |
| 6     | Bahrein                 | Bahrain International Circuit | Április 6.  | Gianni Morbidelli |
| 7     | Egyesült Arab Emírségek | Dubai Autodrome               | Április 11. | Johnny Herbert    |
| 8     | Egyesült Arab Emírségek | Dubai Autodrome               | Április 12. | Johnny Herbert    |

## Végeredmény
(Táblázat értelmezése)

(Félkövér: pole-pozícióból indult; dőlt: leggyorsabb kört futott) 

| Poz. | Versenyző             | SEN 1 | SEN 2 | SEP 1 | SEP 2 | BHR 1 | BHR 2 | DUB 1 | DUB 2 | Pont |
| ---- | --------------------- | ----- | ----- | ----- | ----- | ----- | ----- | ----- | ----- | ---- |
| 1    | Johnny Herbert        | 3     | 7     | 2     | 4     | 5     | Ki    | 1     | 1     | 45   |
| 2    | David Terrien         | 4     | 4     | 8     | 2     | 1     | Ki    | 2     | 2     | 45   |
| 3    | Uwe Alzen             | 5     | 1     | 4     | 1     | Kiz   | 2     | 4     | 11    | 42   |
| 4    | Jean Alesi            | 1     | 2     | 1     | 3     | 10    | 3     | Ki    | Ki    | 40   |
| 5    | Gianni Morbidelli     | 11    | 13    | 9     | 5     | 2     | 1     | 3     | 4     | 33   |
| 6    | Nicolas Navarro       | 6     | 10    | 7     | 7     | 3     | 7     | 6     | 5     | 22   |
| 7    | Mathias Lauda         | 2     | 5     | 3     | Ki    |       |       |       |       | 18   |
| 8    | Ananda Mikola         | 8     | 3     | 5     | Ki    | Ki    | 5     | Ki    | 7     | 17   |
| 9    | Marchy Lee            |       |       | 14    | Ki    | 4     | Ki    | 5     | 3     | 15   |
| 10   | Fabien Giroix         | 10    | 12    | Ki    | Ki    | Ki    | 4     | 10    | 6     | 8    |
| 11   | Klaus Ludwig          | 7     | 6     |       |       | Ki    | 6     |       |       | 8    |
| 12   | Stefan Johansson      | 12    | 11    | 6     | 6     | 9     | 8     | 8     | 9     | 8    |
| 13   | Hasher Al Maktoum     | 9     | 9     | 10    | 8     | 7     | Ki    | 7     | 12    | 5    |
| 14   | Jacques Villeneuve    |       |       |       |       | 6     | Ki    | 9     | Ki    | 3    |
| 15   | Katajama Ukjó         | 13    | 8     | 15    | 11    | 8     | Ki    | 12    | Ki    | 2    |
| 16   | JJ Lehto              |       |       | 12    | 10    | Ki    | Ki    | 11    | 8     | 1    |
| 17   | Alex Yoong            |       |       | 11    | 9     |       |       |       |       | 0    |
| 18   | Heinz-Harald Frentzen |       |       |       |       | 11    | 9     |       |       | 0    |
| 19   | Pedro Lamy            |       |       |       |       |       |       | 13    | 10    | 0    |
| 20   | Christian Danner      |       |       | 13    | 12    |       |       |       |       | 0    |
| Poz. | Versenyző             | SEN 1 | SEN 2 | SEP 1 | SEP 2 | BHR 1 | BHR 2 | DUB 1 | DUB 2 | Pont |